# Kornhamnstorg
Kornhamnstorg er et trekantet torv i Gamla stan i Stockholm. Torvet er afgrænset i syd af Munkbroleden, i nordvest af Cerberus-karréen og Charon-karréen samt i nordøst af Typhon-karréen og Deucalion-karréen. Torvet måler cirka 140 x 90 x 90 meter.

## Historie
Kornhamnstorg (Kornhamps torget 1651) blev sandsynligvis anlagt i forbindelse med regulering af byens vestlige karréer i 1620'erne efter storbranden i Stockholm 1625.
Igennem hele 1600-tallet blev torvet kaldt for Åkaretorget, sandsynligvis fordi det var en opstillingsplads for åkarnas (vognmændenes) vogne. Det nuværende navn er afledt fra Kornhamn, hvor kornn blev læsset af for at blive købt og solgt i byen, og det har været en benævnelse for både torvet som selve havnepladsen.
Midt på torvet står statuen Bågspännaren af Christian Eriksson, opført i 1916. Den blev rejst til minde om Engelbrekt Engelbrektssons frihedskamp.

## Bygninger
- Kornhamnstorg 2 - Blev kaldt Sju helvetets portar, efter syv indgange som blev til i 1700-tallet ved sammenlænging af to bygninger.
- Kornhamnstorg 4 - Buckauska huset, opført i 1750, opkaldt efter bygherren, grosserer Jacob Buckau (1687-1755).
- Kornhamnstorg 6 - Cederlundska huset, opført i 1856, opkaldt efter vin- og spritimportøren Johan Cederlund som fik byggede huset.
- Kornhamnstorg 49 - Modehuset 66an, forretningsbygning fra 1906 med en bevaret passage som forbinder torvet med Västerlånggatan.
- Kornhamnstorg 51 - von der Lindeska huset, opført i 1632 for Erik Larsson von der Linde, har Stockholms ældste karnap.
- Kornhamnstorg 53 - Funckska huset, opført på 1640-tallet for brukspatronen Tomas Funck.
- Kornhamnstorg 57 - Degermanska huset, opført i 1741 för handelsmanden Hans Degerman (død 1754).
- Kornhamnstorg 59 - Nolanwährska huset, opført på 1650-tallet, opkaldt etter Johan Nordanväder (adlet Nohlanwähr) som eijede huset på begyndelsen af 1700-tallet.
- Hörnhuset Triewaldsgränd 2 - Adlersköldska huset, opkaldt efter herr Adlerschiöld som ejede huset på begyndelsen af 1700-tallet. I kælderetagen lå Apoteket Ängeln.
- Kornhamnstorg 61 - Forsströmska huset, opført i 1781, opkaldt efter sin bygherre Nils Forsström.

## Karréer omkring torvet
- Charon-karréen
- Cerberus-karréen
- Deucalion-karréen
- Medusa-karréen
- Typhon-karréen

## Galleri
- Kornhamnstorg 4 og 2
- Kornhamnstorg 6
- Kornhamnstorg 47-53
- Kornhamnstorg nr 55-61
- Karnapp nr 51.
- Portomramming nr 51.
- Portal nr 53.
- Portal nr 59.
- Det tidligere Apoteket Ängeln
- Apoteket Engelen, 1900
- Torvet mod nord, 1920-tal
- Ådalsdemonstration 1931
- Trafikkulykke 1952
- Torvet mod nordvest, 1959